# Gerrit Wunder

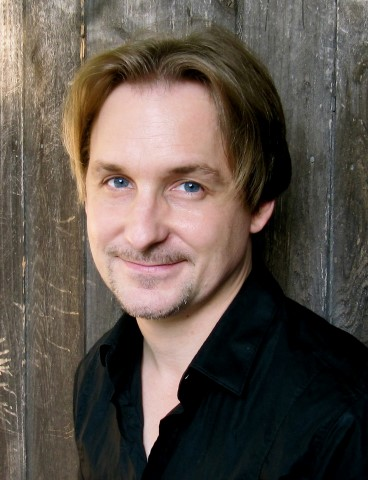
Gerrit Wunder (2013)

Gerrit Wunder (* 1978 in Klagenfurt) ist ein österreichischer Filmkomponist.

## Werdegang
Wunder studierte am Kärntner Landeskonservatorium Klagenfurt. Er ist Absolvent der Universität für Musik und darstellende Kunst Wien. Er lebt und arbeitet in Los Angeles.
Die BMI Foundation ernannte ihn zu einem der Gewinner des 21. jährlichen Pete Carpenter Fellowship für aufstrebende Filmkomponisten unter 35 Jahren.
Er komponierte zusammen mit William T. Stromberg die Musik für Jurassic WorldVR Expedition und arbeitet mit Pinar Toprak und Rupert Gregson-Williams zusammen um, unter anderem, die Musiken für DC's Stargirl und Postman Pat - The Movie zu schreiben. Weitere Produktionen, an denen Wunder beteiligt war: Marvel 616 (2020-); Dead Men (2018); Shazam (2017); Magic in the Moonlight (2014); Na Nai'a: Legend of the Dolphins (2011); Behind Mansion Walls (2011–); Inside America (2010); Dancing Stars (2005–). Er vertonte auch TV-Filme für Lifetime (TV network), Österreichischer Rundfunk und Dokumentationen für Red Bull Media House. Seine Soundtracks wurden bei verschiedenen Labels veröffentlicht, wie zum Beispiel Kronos records, Gramola, MovieScore Media, Audio Network Production Music Library.
Er gewann Preise beim Utah Film Festival: "Best short music score" für "Creatures of Whitechapel" und "Best Music Score" für "Kiss the Devil in the Dark".